# Ерскін Колдвелл
Ерскін Престон Колдвелл (англ. Erskine Preston Caldwell; 17 грудня 1903 — 11 квітня 1987) — американський письменник-прозаїк, совєтофіл, представник комуністичного напряму в літературі.

## Життєпис
Народився в містечку Вайт-Оук (Джорджія), в сім'ї священника. В молодості змінив ряд професій. Письменницьку кар'єру почав в 1931 році, опублікувавши збірник новел «Американська земля» (англ. American Earth). Потім послідували нові збірки оповідань, а також романи «Тютюнова дорога» (англ. Tobacco Road, 1932), «Божа ділянка» (англ. God's Little Acre, 1933).
У 1937 році Колдвелл спільно з художницею-фотографом Маргарет Бурк-Вайт видає фотоальбом «Ти бачив їхні обличчя» (англ. You Have Seen Their Faces). У 1939 році вони одружуються — цей шлюб тривав до 1942 року.
За своє тривале життя Колдвелл багато подорожував по світу. Під час однієї з таких поїздок у 1941 р. в СРСР його застала війна. Почав вести двічі на добу радіопередачі для США, писав кореспонденції для газет і журналу «Лайф». В результаті у нього вийшли публіцистичні книги «Москва під вогнем» (англ. Moscow Under Fire) і «Все кинуто на Смоленськ» (англ. All-Out on the Road to Smolensk, 1942), а також роман «Всю ніч безперервно» (англ. All Night Long, 1942) — про партизанський рух в СРСР. Згодом письменник відвідував СРСР в 1959 і 1963 році.
Колдвелл був віцепрезидентом прорадянської Ліги американських письменників.
В Україні окремі твори Колдвелла переклали В. Митрофанов, Л. Солонько, Ю. Лісняк, М. Пінчевський, А. Кадук.